# Racovitzia glacialis
Racovitzia glacialis is een  straalvinnige vissensoort uit de familie van Antarctische draakvissen (Bathydraconidae). De wetenschappelijke naam van de soort is voor het eerst geldig gepubliceerd in 1900 door Dollo.
De soort staat op de Rode Lijst van de IUCN als niet bedreigd, beoordelingsjaar 2009.